# Mordellistena angulata
Mordellistena angulata es una especie de coleóptero de la familia Mordellidae.

## Distribución geográfica
Habita en  México.